# FTSE Italia Small Cap
le FTSE Italia Small Cap est un indice de la Bourse de Milan. C'est le panier des valeurs à petite capitalisation, qui représentent actuellement 4 % de la capitalisation de la Bourse italienne, 1 % de la valeur totale quotidienne et 6 % du total des échanges d'une séance moyenne. C'est l'équivalent du CAC Small de la Bourse de Paris.
Avec les indices FTSE MIB et FTSE Italia Mid Cap, il forme l'indice agrégé FTSE Italia All-Share.

## Composition de l'indice
Les 120 valeurs de l'indice FTSE Italia Small Cap sont :
- Abitare In S.p.A.
- Aedes SIIQ S.p.A.
- Aeffe S.p.A.
- Aeroporto di Bologna S.p.A.
- Alkemy S.p.A.
- Antares Vision S.p.A.
- Aquafil S.p.A.
- Avio S.p.A.
- B&C Speakers S.p.A.
- Banca Profilo S.p.A.
- Banca Sistema S.p.A.
- BasicNet S.p.A.
- Bastogi S.p.A.
- Beewize S.p.A.
- Beghelli S.p.A.
- Bestbe Holding S.p.A.
- Bialetti Industrie S.p.A.
- Biesse S.p.A.
- Bioera S.p.A.
- Borgosesia S.p.A.
- Brioschi Immobiliare S.p.A.
- Cairo Communication S.p.A.
- Caleffi S.p.A.
- Cellularline S.p.A.
- Cembre S.p.A.
- Centrale del Latte d'Italia S.p.A.
- Civitavi Systems S.p.A.
- Class Editori S.p.A.
- Conafi Prestitò S.p.A.
- CSP International Fashion Group S.p.A.
- Cy4gate S.A.
- Datalogic S.p.A.
- Dexelance S.p.A.
- Digital Bross S.p.A.
- Dovalue S.p.A.
- E.P.H. S.p.A.
- EEMS S.p.A.
- Elica S.p.A.
- Emak S.p.A.
- Enervit S.p.A.
- Equita Group S.p.A.
- Esprinet S.p.A.
- Eurogroup Lamination S.p.A.
- Eurotech S.p.A.
- Fidia S.p.A.
- Fiera Milano S.p.A.
- Fila S.p.A.
- Fine Foods & Pharmaceuticals Ntm S.p.A.
- FNM S.p.A.
- Gabetti Immobiliare S.p.A.
- Garofalo Health Care S.p.A.
- Gas Plus S.p.A.
- Gefran S.p.A.
- Geox S.p.A.
- Giglio Group S.p.A.
- GPI S.p.A.
- Greenthesis S.p.A.
- I Grandi Viaggi S.p.A.
- IGD SSIQ S.p.A.
- Il Sole 24 ORE S.p.A.
- Illimity Bank S.p.A.
- IMMSI Holding S.p.A.
- Irce  S.p.A.
- Itway S.p.A.
- Italian Exhibition Group S.p.A.
- KME Group S.p.A.
- Landi Renzo S.p.A.
- Met. Extra Group S.p.A.
- Mondo TV S.p.A.
- Monrif S.p.A.
- Neodecordech S.p.A.
- Netweek S.p.A.
- Newlat Food S.p.A.
- Nova Re S.p.A.
- Olidata S.p.A.
- Orsero S.p.A.
- Pininfarina S.p.A.
- Piquadro S.p.A.
- PLC S.p.A.
- RCS MediaGroup S.p.A.
- Risanamento S.p.A.
- S.S. Lazio S.p.A.
- Sabaf S.p.A.
- Safilo Group S.p.A.
- SECO S.p.A.
- Seri Industrial S.p.A.
- Servizi Italia S.p.A.
- SIT S.p.A.
- Softlab S.p.A.
- Sogefi S.p.A.
- Somec  S.p.A.
- Tesmec S.p.A.
- Tessellis S.p.A.
- Trevi – Finanziaria Industriale S.p.A.
- Triboo S.p.A.
- TXT S.p.A.
- Unidata S.p.A.
- Unieuro S.p.A.
- Valsoia S.p.A.
- Wiit S.p.A.
- ZEST S.p.A.
- Zucchi S.p.A.

Données au 1er juillet 2024